# Renee Harris (produtora teatral)
Renee Harris foi a primeira mulher gerente e produtora teatral nos Estados Unidos. Harris era interessada no teatro mas não tinha experiência como chefe. Conheceu seu marido em uma matinê, o conhecido gerente e produtor teatral Henry B. Harris. Os dois tiveram um namoro vertiginoso, com Harris ajudando seu marido em seu trabalho antes mesmo do casamento. Por meio de seu trabalho conjunto, Harris aprendeu sobre o gerenciamento do teatro e a produção teatral. Seu marido dizia que ela era competente o suficiente para assumir seus negócios, se alguma coisa acontecesse com ele.

## Titanic
O Titanic zarpou do porto de Southampton em 10 de abril de 1912. Enquanto estava sendo guiado para o porto, o enorme navio causou um grande deslocamento de água que fez o SS City of New York, que estava ancorado, rapidamente subir e descer. O  movimento estourou os cabos de amarração do "New York" e o navio começou a se mover em direção ao Titanic. Uma colisão foi evitada por pouco quando um dos rebocadores que ajudava o Titanic conseguiu frear o New York; o rebocador, em seguida, rebocou o navio para fora do caminho do Titanic.  Os dois navios estavam entre 1 metro e 1 metro e meio de distância antes do New York ser parado. Harris estava na grade do  Titanic observando os esforços para parar o New York quando um estranho veio até ela e perguntou, "Você ama a vida?" Harris respondeu que sim; o estranho continuou: "Esse foi um mau presságio. Saia deste navio em Cherbourg, se chegarmos tão longe. Isso é o que eu vou fazer."
Em 14 de abril, Harris escorregou e caiu em uma das escadarias do Titanic. Ela fraturou seu cotovelo direito e sentia muita dor como resultado da lesão. Harris e seu marido mais tarde foram jantar, durante o qual havia conversas sobre icebergs na região e ela achou estranho que o navio estivesse se movendo tão rápido nessas condições. Se retiraram cedo para sua cabine, onde estavam jogando "paciência" no momento da colisão. A porta do armário da cabine havia sido deixada aberta e Harris olhava suas roupas balançando rapidamente nos cabides. Os cabides de repente pararam de se mover. Os tripulantes pediram que colocassem seus coletes salva-vidas e se dirigissem ao convés o mais rápido possível. O Sr. Harris ajudou a esposa a se vestir com roupas quentes e colocou as joias nos bolsos para as guardar.

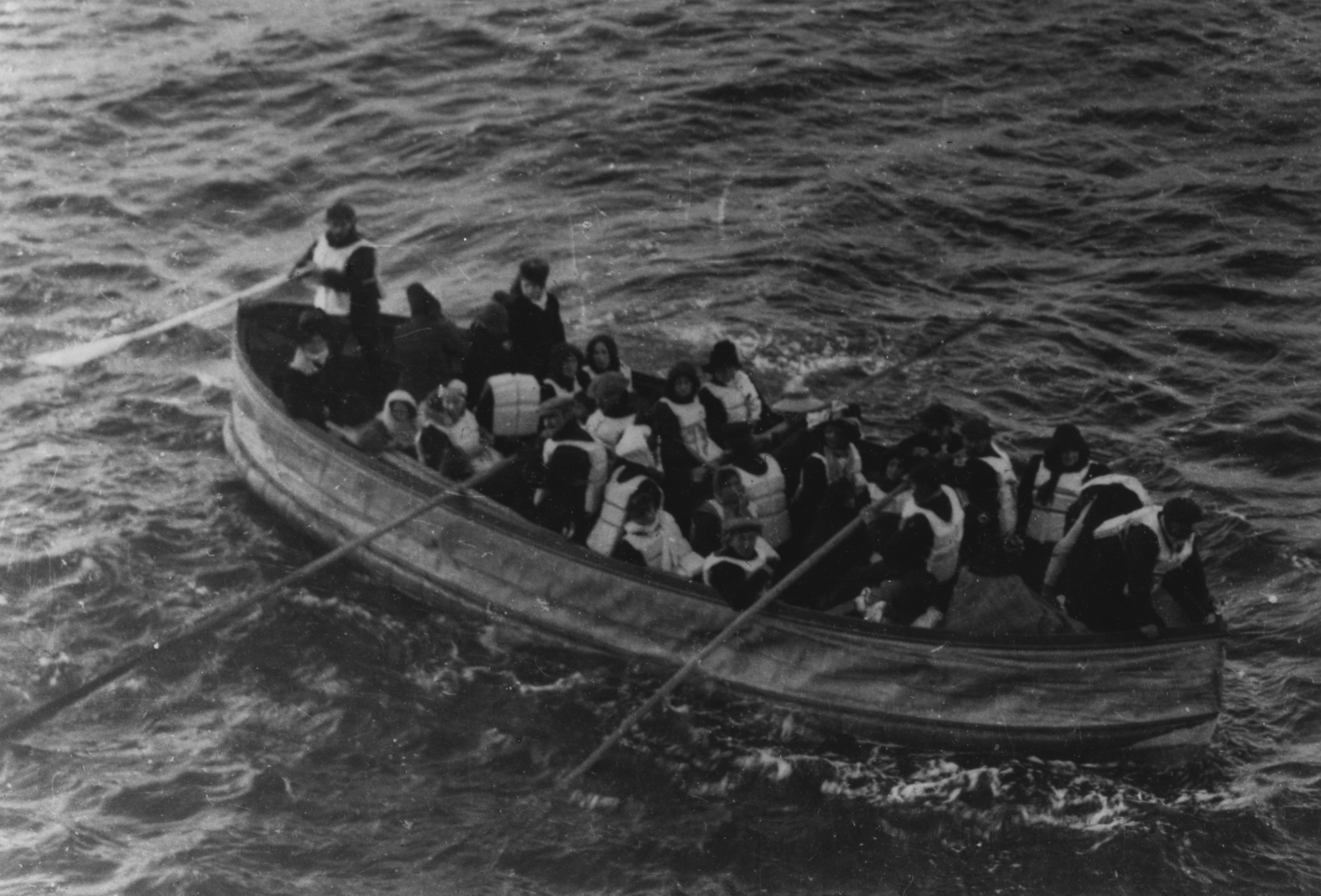
Harris era uma das passageiras resgatadas no bote desmontável D após ser lançado do Titanic.

 Os Harris juntamente com Sr. e Sra. Emil Taussig abriram caminho pelo convés principal. Depois que as mulheres estavam sentadas no bote salva-vidas número 8, ainda havia alguns assentos vagos. Quando o Sr. Harris e o Sr. Taussig tentaram acompanhar suas esposas, foram ambos ameaçados com revólveres. O bote foi baixado com os assentos ainda vagos. Harris queria deixar o navio ao lado de seu marido; apesar de seu cotovelo quebrado, ela foi capaz de deixar o bote salva-vidas antes deste ser baixado na água. Harris continuou suas recusas de deixar o marido a bordo do Titanic até que o Capitão Smith disse que ela estava negando ao marido a chance de se salvar por sua recusa em embarcar em um dos botes salva-vidas. Ele alegou que o Titanic tinha muitos botes em sua popa e que os homens teriam uma oportunidade quando as mulheres tivessem deixado o navio. Ela permaneceu a bordo do Titanic até que o último bote, o bote desmontável D, fosse lançado. Cinco minutos depois que o último bote foi lançado, o grande navio afundou.
Três tripulantes do Titanic acompanharam os passageiros no bote salva-vidas, mas apenas um dos homens foi capaz de ajudar nos remos do bote. A maioria das mulheres a bordo não eram capaz de ajudar a remar, então Harris e outra mulher remaram junto com o membro da tripulação do Titanic. Apesar de seus esforços, o bote salva-vidas encheu de água e continuou afundando no mar. Cerca de meia hora antes da chegada do navio de resgate Carpathia, o oficial Charles Lightoller conseguiu rebocar este bote com seu bote. Quando o Carpathia  chegou ao local, as bordas do bote estavam quase cobertas por água. Lightoller posteriormente contou a Harris que se o Carpathia tivesse chegado à cena do desastre meia hora mais tarde, o bote desmontável onde estavam teria afundado.
Após embarcar no Carpathia, Harris se recompôs o suficiente para pedir que uma mensagem fosse enviada para a família e os associados informando que ela estava segura e ainda estava esperançosa sobre a segurança do Sr. Harris. Quando o  Carpathia chegou em Nova Iorque em 18 de abril, Harris se encontrou com seu sogro, irmão e o doutor da família. Suas primeiras palavras àqueles que a encontraram foram: "Voltei sozinha para casa." Harris se lembrava vagamente do que tinha acontecido durante os dois meses seguintes. Sua irmã, Edna, falou por ela em uma entrevista a um jornal; ela esteve presente no serviço memorial maçônico de seu marido no  Hudson Theatre, mas não tinha lembrança de estar lá. Ele continuou esperançosa de que o corpo de seu marido fosse recuperado e identificado; o irmão de Harris viajou para Halifax, Nova Escócia na tentativa de localizar o corpo de seu cunhado. Seus restos nunca foram recuperados, apesar da promessa de uma substancial recompensa. Harris posteriormente processou a White Star Line em 1 milhão de dólares pela morte de seu marido; recebeu apenas uma fração desta quantia.